# Katarina Borg
Katarina Borg, född 21 mars 1964 i Södertälje församling, är en svensk orienterare som tävlat för Södertälje Nykvarn Orientering,
Borg har tagit två VM-silver och två NM-silver. Hon placerade sig två gånger, 1990 och 1998, på tredje plats i världscupen.
År 2014 blev Borg utsedd till Hedersmedborgare i Nykvarns kommun.